# María Gonllegos
María Guadalupe González Gallegos, más conocida como Lupita González o por su nombre artístico María Gallegos (Tepatitlán de Morelos, Jalisco 23 de septiembre de 1987) es una actriz mexicana y participante en concursos de belleza.

## Inicio de su carrera
"Lupita González" nació en Tepatitlán de Morelos, Jalisco. Participó en varios concursos de belleza ganando los títulos de Nuestra Belleza Jalisco 2007 en Tlajomulco de Zúñiga, Jalisco, fue la primera finalista en Nuestra Belleza México 2007 en Manzanillo, Colima, y ganó Miss Continente Americano 2008 hoy Miss Continentes Unidos en Guayaquil, Ecuador.
Tras haber ganado el título de Nuestra Belleza Jalisco, Lupita participó en programas de televisión locales en la ciudad de Guadalajara, Jalisco y poco tiempo después ingresó en el Centro de Educación Artística de Televisa (CEA). En 2010 Lupita González egresó del CEA como parte de la generación 2010, ahora con su nombre artístico "María Gonllegos".
En 2011 comienza a trabajar en algunos capítulos de diferentes series de televisión como lo es "Como dice el dicho". En marzo del mismo año ingresa a la telenovela Ni contigo ni sin ti, protagonizada por Eduardo Santamarina, Laura Carmine, Alessandra Rosaldo y Erick Elías.

## Filmografía

### Cine
- Josefina (corto) (2015)
- De mujer a mujer (2014) - Fernanda Villeda

### Televisión
- Desaparecida (2020) - Marcela Fernández[4]
- La reina soy yo (2019) - Carolina Pizarro
- La bandida (2019) - Consuelo
- La querida del centauro (2016) - La negra
- Blue Demon (2016) - Lola
- La mujer del vendaval (2013)
- Por ella soy Eva (2012)
- Ni contigo ni sin ti (2011)
- Como dice el dicho (2011)